# Batalla de las Salinas
La batalla de las Salinas fue un decisivo conflicto militar entre las fuerzas de Hernando y Gonzalo Pizarro contra las de Diego de Almagro, el 6 de abril de 1538. El enfrentamiento entre Francisco Pizarro y Diego de Almagro durante el proceso de la conquista española del Tahuantinsuyo se originó en la disputa por la posesión de la ciudad de Cuzco, que ambos consideraban bajo su jurisdicción y que estaba en poder de Almagro desde 1537. 
La batalla tuvo lugar en las antiguas salinas incas de Cachipampa, situadas a 5 km al sur de Cuzco, ciudad que fue ocupada por los almagristas después de su victoria en Abancay. Ambos líderes afirmaron representar la autoridad de la Corona española; los de Pizarro controlaban la provincia de Nueva Castilla, mientras que los de Almagro operaban en Nueva Toledo.
Luego de una hora de masacre, la batalla se resolvió con una victoria de los pizarristas: gracias a la captura de Almagro y sus lugartenientes, y la muerte de Rodrigo Orgóñez en el campo de batalla, los Pizarro persiguió al enemigo tomando posesión del Cuzco. Almagro fue ejecutado en julio de 1538.

## Antecedentes
La guerra civil entre pizarristas y almagristas se había iniciado por la posesión del Cuzco. En 1537 Diego de Almagro ocupó el Cuzco, apresó a los hermanos Hernando y Gonzalo Pizarro, derrotó a las fuerzas pizarristas de Alonso de Alvarado en la batalla de Abancay, y luego bajó a la costa, llevando consigo a Hernando Pizarro, pero dejando presos en el Cuzco a Gonzalo Pizarro y a otros capitanes. Estos lograron poco después escapar de la prisión. 
Ambos bandos entablaron conversaciones en Mala (región de Lima) y decidieron someter la disputa del Cuzco al arbitraje de fray Francisco de Bobadilla. El fallo de este favoreció a Pizarro. Lo que naturalmente fue rechazado por Almagro, de modo que Francisco Pizarro optó por permitir que su antiguo socio continuara ocupando el Cuzco, hasta que el rey Carlos I de España diera el veredicto final. A cambio de esa concesión pidió la liberación de su hermano Hernando. Lo que aceptó Almagro, en contra de la opinión de su lugarteniente Rodrigo Orgóñez, quien intuía una argucia de parte de los pizarristas.

## Movimientos preliminares

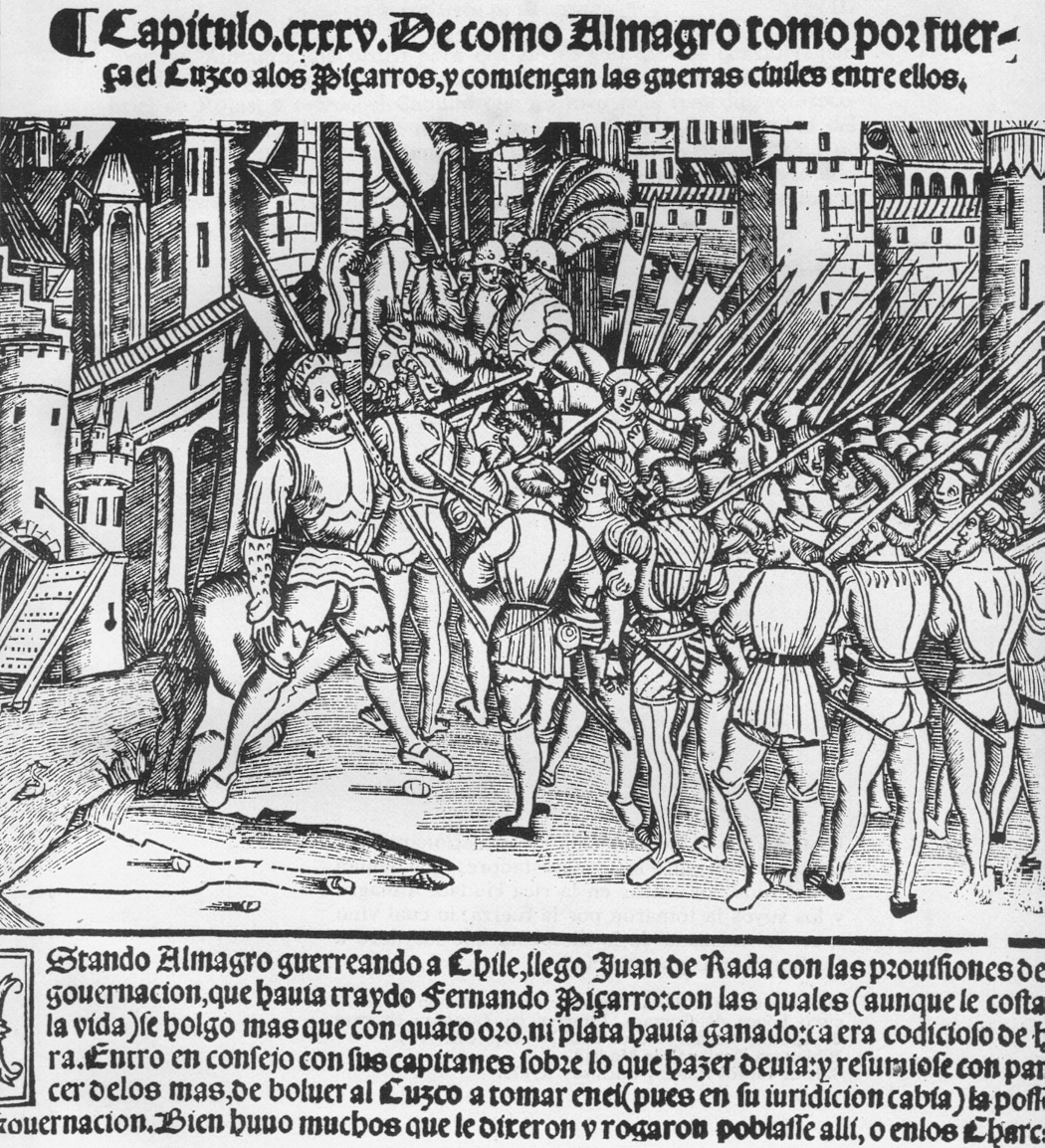
Captura de la ciudad del Cuzco por los almagristas.

En efecto, la liberación de Hernando Pizarro fue un grave error de Almagro, pues el hermano de Francisco, olvidando las promesas de paz, reagrupó a los pizarristas y subió a la sierra para recuperar la ciudad del Cuzco.
Almagro comprendió entonces que no le quedaba otra salida sino la guerra, y enrumbó también a la sierra, para defender lo que consideraba de su propiedad; como se hallaba muy enfermo (posiblemente de sífilis), dejó la dirección de la campaña a su lugarteniente Rodrigo Orgóñez. Este ordenó a  sus hombres que se hicieran fuertes en los pasos del Huaytará (región Huancavelica), una sierra alta y áspera donde con pocos efectivos era factible impedir el avance de los pizarristas. Sin embargo, los almagristas descuidaron la defensa, y Hernando Pizarro logró mediante un rodeo ganar el otro lado de la sierra. Apenado por tal revés, Almagro y sus tropas enrumbaron a marchas forzadas hacia el Cuzco, para defenderla del avance pizarrista. 
Sin embargo, los hermanos Pizarro no se dirigieron de inmediato al Cuzco, sino que bajaron al valle de Ica, a fin de reabastecer y reanimar a sus tropas, muy afectadas por la altura. Francisco Pizarro, cuya edad ya no le permitía bregar en una campaña militar tan exigente, se retiró a Lima, dejando en sus hermanos Hernando y Gonzalo la conducción de la guerra. Una vez listo, Hernando Pizarro reemprendió la marcha hacia el Cuzco: tomó la ruta por Lucanas y Aymaraes, y sin mayor contratiempo, arribó a las cercanías del Cuzco, en abril de 1538. Unos días antes Almagro había entrado en la ciudad, preparando su defensa.

## El campo de batalla
En un consejo de guerra celebrado en el Cuzco, Almagro deslizó la posibilidad de reabrir negociaciones con el enemigo, a lo que se opuso rotundamente Rodrigo Orgóñez: “Es demasiado tarde: habéis dado libertad a Hernando Pizarro, y ya no os queda otro recurso sino el de pelear.” Por imposición del mismo Orgóñez se acordó presentar batalla a las afueras de la ciudad, en una llanura. El campo escogido fue Cachipampa (en quechua: “llano salado”), situado a 5 km al sur del Cuzco, a la vera del camino incaico hacia el Collasuyo, conocido también como la “pampa de las Salinas” por hallarse allí una fuente de agua salada que los lugareños dejaban decantar para obtener sal. La elección de este terreno fue muy cuestionada entre los almagristas, pues por su escabrosidad podía impedir el libre ejercicio de la caballería, el arma más fuerte con la que contaban; no obstante Orgóñez insistió en dicha elección pues le pareció muy adecuado al estar protegida por un pequeño pantano y por el riachuelo que dividía la llanura.

## Los ejércitos
El 5 de abril de 1538 se avistaron por primera vez los dos ejércitos. Al amanecer del 6 de abril, se hallaban listos para la lucha, separados por el riachuelo y el pantano, y casi tan cerca que se podían dirigir la palabra.

### El ejército almagrista
Los almagristas sumaban 500 efectivos, más de la mitad de los cuales eran de caballería, siendo ésta su arma más poderosa. Su infantería no tenía suficientes armas de fuego; a faltas de estas sus soldados iban armados de largas picas, lo que les daba el aspecto de un enorme erizo. Tenía también seis cañoncitos o falconetes.
Rodrigo Orgóñez formó su ejército colocando la infantería al centro y flanqueada por la caballería dividida en dos divisiones. Jefes de la infantería eran Cristóbal de Sotelo, Hernando de Alvarado, Juan de Moscoso y Diego de Salinas. Una de las divisiones de caballería estaba bajo el mando del mismo Orgóñez, y la otra a órdenes de Pedro de Lerma. Les acompañaban además los capitanes Gómez de Alvarado, Pedro Álvarez Holguín, Francisco de Chaves, Gonzalo Calvo de Barrientos y otros.

### El ejército pizarrista
Los pizarristas por su parte contaban con 700 efectivos, en gran parte de infantería. Si bien su caballería era inferior en número a la de los almagristas, aventajaban sin embargo con su escuadrón de arcabuceros imperiales, que utilizaban una técnica implementada en Flandes: las llamadas “pelotas de alambre”, que eran dos balas o pelotas de plomo unidas con una cadenilla de hierro que al ser disparadas hacían más destructivos los arcabuzazos, al cortar como filudas hoces todo lo que topaba su paso. Contaban además con 12 piezas de artillería (cañones y falconetes).
Hernando Pizarro formó a sus tropas del mismo modo que su rival, es decir la infantería flanqueada por la caballería; él mismo tomó el mando de uno de los cuerpos de caballería, y el otro lo encargó a Alonso de Alvarado, el mismo oficial que fuera derrotado y hecho prisionero en Abancay y que lograra fugar de la cárcel. Mientras que la infantería la puso a las órdenes de Gonzalo Pizarro, flanqueado por arcabuceros comandados por Pedro de Castro. Piqueros y ballesteros se pusieron a órdenes de Diego de Urbina. Pedro de Valdivia era el maestre de campo y Antonio de Villalba el sargento mayor.

## La batalla
Luego de una misa y un discurso de aliento a sus tropas de parte de Hernando Pizarro, empezó la batalla. Gonzalo Pizarro, encabezando a la infantería pizarrista, cruzó el riachuelo que dividía el campo, sin contratiempos, pues no era muy profundo, pero al llegar al pantano, sufrió el fuego de los cañones de los almagristas. A duras penas Gonzalo y Valdivia evitaron el desbande de sus tropas y al fin pudieron sacarlas a terreno firme. De inmediato sus arcabuceros se apoderaron de una pequeña altura, desde donde dispararon contra las posiciones almagristas, causando serios estragos en la infantería y molestando considerablemente a la caballería que protegía sus flancos. Con las “pelotas de alambre” destruyeron buena parte de las largas picas de los infantes almagristas, con lo que el poderío de estos quedó seriamente reducido.
Entretanto, Hernando Pizarro reunió a sus escuadrones en una sola fila y a cubierto del fuego de sus arcabuceros atravesó el riachuelo, luego el pantano, y cargó con ferocidad sobre el enemigo. Orgóñez reunió también a sus escuadrones en un solo cuerpo y a todo galope salió al encuentro de Hernando. 
El choque fue terrible. Desde  lo alto de los cerros y lomas circunvecinos miles de indígenas espectaron el combate. Según la costumbre de la época, los soldados españoles se alentaban mutuamente con gritos de guerra que reafirmaban sus adhesiones partidarias: “El rey y Pizarro” y “El rey y Almagro”.
Rodrigo Orgóñez y otros capitanes almagristas como Pedro de Lerma lucharon valientemente. Orgóñez y Lerma intentaron encontrarse con Hernando Pizarro para ajustar cuentas personales; el primero no lo encontró, y el segundo apenas tuvo un breve lance con Hernando, siendo herido gravemente en una pierna. Orgóñez continuó recorriendo el campo, alentando a los últimos almagristas que resistían, hasta que fue rodeado por varios pizarristas. Optó por rendirse, entregando su espada al adversario que se hallaba más cerca, pero este le dio de improviso una puñalada en el corazón, y así falleció, en pleno campo de batalla. Lerma, por su parte, se retiró del campo gravemente herido y poco después sería asesinado en su lecho.
Muerto Orgóñez, la confusión aumentó entre sus soldados. Su infantería, ya no pudiendo sufrir el fuego de los arcabuces enemigos, se desbandó. Desde lo alto de un cerro, el achacoso y enfermo Diego de Almagro contempló la derrota y la huida de sus soldados; luego se subió a una mula y se dirigió a la fortaleza de Sacsayhuamán, subiéndose y ocultándose en uno de sus torreones. Alonso de Alvarado salió en su busca; lo encontró y lo tomó prisionero, salvándole de la agresión de los soldados que querían hacer justicia con sus manos.
La acción duró casi dos horas. En cuanto a las bajas, los datos varían en las fuentes o crónicas. Pedro Cieza de León afirmó que murieron 9 pizarristas y 120 almagristas. En todo caso, no debieron superar en conjunto las 150 bajas. Almagro sería luego procesado sumariamente y condenado a muerte por decapitación; pero como la sentencia provocó protestas en el Cuzco, Hernando Pizarro ordenó que fuera ahorcado en su celda. Su cadáver fue sacado a la plaza y degollado, cumpliéndose así la sentencia.

## Participación indígena
Miles de guerreros nativos se habían alineado en cada uno de los bandos en disputa: por un lado unos 5,000 cuzqueños, encabezados por Paullu Inca (proclamado Inca por Almagro) apoyaron a los almagristas; por el otro los chachapoyas, en número algo menor, apoyaron a los pizarristas. La lucha entre ambos fue encarnizada. Los cuzqueños vencían ya a los chachapoyas, cuando estos recibieron el apoyo de la caballería pizarrista. Como Almagro diera la orden a Paullu de que no respondiera a los cristianos, el jefe inca tuvo que retirar a sus tropas. Solo algunos grupos cuzqueños permanecieron fieles hasta el final.

## Nota
1. ↑  Cieza, La Guerra de las Salinas, Madrid, 1877, págs. 305-315.
2. ↑  Estas “pelotas de alambre” son descritas por el Inca Garcilaso de la Vega, en su Historia General del Perú Archivado el 17 de febrero de 2009 en Wayback Machine. (Córdova, 1617), Libro II, cap. 37.

## Enlaces
- Guerra de las Salinas, por Pedro de Cieza en la Colección de documentos inéditos para la historia de España, vol. LXVIII.
- Arqueólogos hallaron posibles restos de soldados de Diego de Almagro en Perú

- Datos: Q947591